# Dichagyris duskei
Dichagyris duskei is een vlinder uit de familie uilen (Noctuidae). De wetenschappelijke naam is voor het eerst geldig gepubliceerd in 1990 door Moberg & Fibiger.
De soort komt voor in Europa.